# Rużyn (przystanek kolejowy)
Rużyn (ukr. Ружин, ros. Ружин) – przystanek kolejowy w pobliżu miejscowości Rużyn, w rejonie kowelskim, w obwodzie wołyńskim, na Ukrainie. Leży na linii Lwów – Sapieżanka – Kowel.